# Custodio do Pinho
Custodio do Pinho (* 3. August 1638 in Salsette, Königreich Portugal; † 14. April 1697 in Malabar, Indien) war ein römisch-katholischer Bischof.
Am 14. Januar 1669 ernannte Papst Clemens IX. Custodio do Pinho zum Apostolischen Vikar von Groß Mogul und Titularbischof von Hierapolis in Isauria. Am 27. Januar 1669 wurde Pinho zum Bischof geweiht. Am 16. Januar 1694 ernannte Papst  Innozenz XII. ihn zum Apostolischen Vikar von Malabar. 1696 nahm der Papst seinen Rücktritt als Apostolischer Vikar von Groß-Mogul an.